# Juana Enríquez
Juana Enriquez, född 1425, död 1468, var en drottning i Aragonien och Navarra, gift med kung Johan II av Aragonien och Navarra.  Hon var mor till Ferdinand II av Aragonien.  Juana Enríquez var regent i Navarra under sin makes frånvaro i kriget 1451-1452. Hon var sedan sin makes guvernör i Katalonien för sin minderåriga sons räkning år 1462, och slutligen regent i Aragonien under sin makes frånvaro under upproret i Katalonien 1465-1468.

## Biografi
Juana Enríquez var dotter till kastilianaren Fadrique Enríquez, greve av Melba och Rueda, och Mariana de Córdoba. 

### Giftermål
Hon gifte sig med Navarras kung, Johan av Aragonien. Äktenskapet arrangerades för att skapa en allians mellan den mäktiga adliga fraktion hon tillhörde, och som i juni 1441 hade tagit kontrollen i Kastilien från Kastiliens kung, och Johan av Aragonien, som hade tagit kontrollen över Navarra efter sin hustrus död. 1443 trolovades Juana Enríquez med Johan av Aragonien, och Enríquez med Beatriz Pimentel, syster till greven av Benavente. Hon och hennes trolovade var besläktade, och en påvlig dispens var därför nödvändig, vilket gjorde att vigseln fick skjutas upp. Den 19 maj 1445 besegrades den kastilianska adelsfraktionen vid Olmedo och Juana Enríquez tillfångatogs av kungen av Kastilien. I freden mellan Johan av Aragonien och Kastiliens kung i juni 1446 ingick att Johans trolovade Juana Enríquez skulle överlämnas till honom. Den 17 juli 1447 ägde slutligen vigseln mellan Juana Enríquez och Johan av Aragonien rum i Calatayud. 

### Drottning av Navarra
Johan var impopulär i Navarra, där man ansåg att hans rätt att fortsätta vara kung efter sin hustrus död var liten och minskade ännu mer efter hans andra äktenskap. Juana stödde Johans ambition att härska över Navarra och hålla sin son borta från makten, och hon blev som sådan en kontroversiell gestalt i Navarra. Sommaren 1451 utbröt det Navarrensiska kriget när en kastiliansk armé anföll Navarras territorium som stöd för Navarras opposition ledd av Karl av Viana. Johan förklarade då sin son som förrädare och utnämnde sin hustru Juana till Navarras guvernör medan han deltog i krigföringen mot sin son och kastilianarna. I slaget vid Aibar, nära Sangüesa, den 23 oktober 1451 tillfångatog Johan sin son prinsen av Viana och greven av Lerín, överhuvudet för familjen Beaumont, Vianas allierade, till fånga. Juana Enríquezs, som var gravid, lämnade Navarra och födde sedan en son, Fernando, i Sos den 10 mars 1452. Fred slöts den 19 februari 1455.
Johan av Aragonien utnämndes av sin bror, kungen av Aragonien, till guvernör i Katalonien 1454, och Juana Enríquez bosatte sig då i Barcelona. Under tiden stödde Kastilien Karl av Viana i Navarra. I december 1455 slöt Johan ett avtal med Frankrikes kung genom sin yngsta dotter Eleonora och hennes franska make Gaston av Foix om att utesluta Karl av Viana och sin äldsta dotter Blanka från deras arvsrätt till Navarra till förmån för honom själv, med Eleonora som hans tronarvinge. I maj 1457 deltog Johan och Juana Enríquez i ett möte med Kastilien, som gick med på att dra tillbaka sitt stöd från Karl av Viana. Johan gick med på att hans bror kung Alfons V av Aragonien skulle försöka lösa tvisten mellan honom och hans son, men när Alfons V avled den 27 juni 1458, blev Johan kung i Aragonien som Johan II och fick därmed en större maktbas att använda mot sin son i Navarra. 

### Drottning av Aragonien
Karl av Viana fruktade att hans far skulle frånta honom arvsrätten till både Navarra och Aragonien till förmån för sin son med Juana Enríquez. 
Efter långa förhandlingar uppnåddes en försoning (Barcelona-överenskommelsen, 26 januari 1460) som fullföljdes i Igualada-mötet (13-14 maj 1460), där Juana Enríquez uppträdde som diplomat och medlare. Juana Enríquez fick sedan dokumentation från sin far Kastiliens amiral på att Viana planerade att mörda hennes make. Hon visade dokumenten för Johan II, som den 2 december 1460 grep Viana, anklagad för förräderi. Kataloniens myndigheter krävde Vianas frigivande, och kungen gav Juana Enríquez i uppdrag att förhandla med dem i Barcelona. Hon stannade i Villafranca del Panadés utanför staden, där hon förhandlade fram Villafranca-överenskommelsen (21 juni 1461), i vilken Viana utnämndes till guvernör i Katalonien. 
Den 23 september 1461 avled dock Karl av Viana, och Johan II utropade sin son med Juana Enríquez, Fernando, som arvtagare till Aragonien. Katalonien ville dock inte acceptera honom som tronarvinge. Juana Enríquez inledde dock återigen förhandlingar med katalonerna, och den 6 februari 1462 hyllades Fernando som Kataloniens arvtagare och guvernör, medan hans mor avlade eden i hans ställe som hans förmyndare och ställföreträdande regent. Juana Enríquez blev därmed Kataloniens regent i egenskap av förmyndare för sin son, som nominellt var dess guvernör. Hon lyckades dock inte säkra kontroll, och efter fyra månader tvingades hon lämna Barcelona för Gerona då inbördeskrig utbröt. Hon fick ställa sig under biskopens beskydd sedan hon anklagats för att ha försökt förgifta sin styvson Karl. Hon och hennes son belägrades i Gerona, där de befriades av Johans franska allierade den 23 juli 1462. 
Henrik IV hade nu accepterat inbjudan från upprorsmännen att utropa sig själv till kung av Katalonien, som han kunde lägga till Navarra, vars rättigheter hans hustru Blanka (Vianas syster) just hade överlämnat till honom (29 april). Johan II bad Juana Enríquez att ta kontakt med sin far och genom honom med den kastilianska adelsligan, vilket kunde förhindra Henrik IV:s planer. Som ett resultat av dessa kontakter förmådde de kungen att avslå det katalanska erbjudandet och att acceptera skiljedomen från kungen av Frankrike (dom av Bayonne, 23 april 1463). 
Juana Enríquez utnämndes till ställföreträdande regent i Aragonien eller rikets generallöjtnant (6 mars 1465) medan kungen deltog i fälttåget för att slå ned upproret i Katalonien, som hade fått franskt stöd. Den 20 juni 1467 mötte Juana Enríquez sin styvdotter Navarras regent Eleonora av Navarra i Egea de los Caballeros. Hennes franske make hade i egenskap av fransk vasall deltagit i kriget mot Johan II i Katalonien. Juana och Eleonora förhandlade och kom överens om att Eleonora skulle ärva Navarra, medan Juanas son skulle ärva Aragonien. Juana organiserade nu soldater, mat och resurser för den nya kampanjen i Ampurdán, nu ledd av hennes son Fernando och som slutade negativt i november. När Johan II och Fernando återvände till Tarragona, sjövägen, hade Juana Enríquez blivit allvarligt sjuk, och hon dog i denna stad den 13 februari 1468. Hon dog i bröstcancer. Hon arbetade för att sonen skulle gifta sig med Isabella I av Kastilien, vilket lyckades ett år efter hennes död.